# هيو ثورنتون
هيو ثورنتون (بالإنجليزية: Hugh Thornton)‏ هو لاعب كرة قدم أمريكية أمريكي، ولد في 28 يونيو 1991 في أيداهو في الولايات المتحدة.

## وصلات خارجية
- هيو ثورنتون على موقع مرجع كرة القدم المحترفة.كوم (الإنجليزية)